# Chỉ số octan
Chỉ số octan, hoặc số octan, là thước đo tiêu chuẩn về hiệu suất của động cơ hoặc nhiên liệu hàng không. Số octan càng cao, nhiên liệu càng có thể chịu nén được trước khi phát nổ (đốt cháy). Theo nghĩa rộng, nhiên liệu có chỉ số octan cao hơn được sử dụng trong động cơ xăng hiệu suất cao đòi hỏi tỷ số nén cao hơn. Ngược lại, nhiên liệu có số octan thấp hơn (nhưng chỉ số cetane cao hơn) là lý tưởng cho động cơ diesel, bởi vì động cơ diesel (còn được gọi là động cơ đánh lửa nén) không nén nhiên liệu, mà chỉ nén không khí và sau đó phun nhiên liệu vào không khí được làm nóng bằng cách nén. Động cơ xăng dựa trên đánh lửa của không khí và nhiên liệu nén với nhau như một hỗn hợp, đốt cháy ở phần cuối của pha nén sử dụng bugi. Do đó, độ nén cao của nhiên liệu là vấn đề chủ yếu đối với động cơ xăng. Sử dụng xăng với số octan thấp hơn có thể dẫn đến vấn đề động cơ bị gõ.

## Nguyên tắc

### Vấn đề: đánh lửa trước và gõ
Trong một động cơ đánh lửa theo chu kỳ Otto bình thường, hỗn hợp nhiên liệu không khí được làm nóng do bị nén và sau đó được kích hoạt bởi bugi để đốt cháy nhanh chóng. Trong quá trình đốt cháy này, nếu phần không cháy của nhiên liệu trong buồng đốt bị đốt nóng (hoặc nén) quá nhiều, các túi nhiên liệu không cháy có thể tự bốc cháy (kích nổ) trước khi ngọn lửa chính chạm tới chúng. Sóng xung kích được tạo ra bằng cách kích nổ có thể gây ra áp lực cao hơn nhiều so với các bộ phận động cơ được thiết kế và có thể gây ra âm thanh "gõ" hoặc "ping". Việc gõ này có thể gây ra thiệt hại lớn cho động cơ nếu nghiêm trọng.
Các hệ thống quản lý động cơ được sử dụng điển hình nhất được tìm thấy trong ô tô ngày nay có cảm biến tiếng gõ để theo dõi nếu tiếng gõ được tạo ra do  nhiên liệu được sử dụng bị nén. Trong các động cơ điều khiển máy tính hiện đại, thời điểm đánh lửa sẽ được hệ thống quản lý động cơ tự động thay đổi để giảm tiếng gõ xuống mức chấp nhận được.

### Isooctan như là một tiêu chuẩn tham khảo

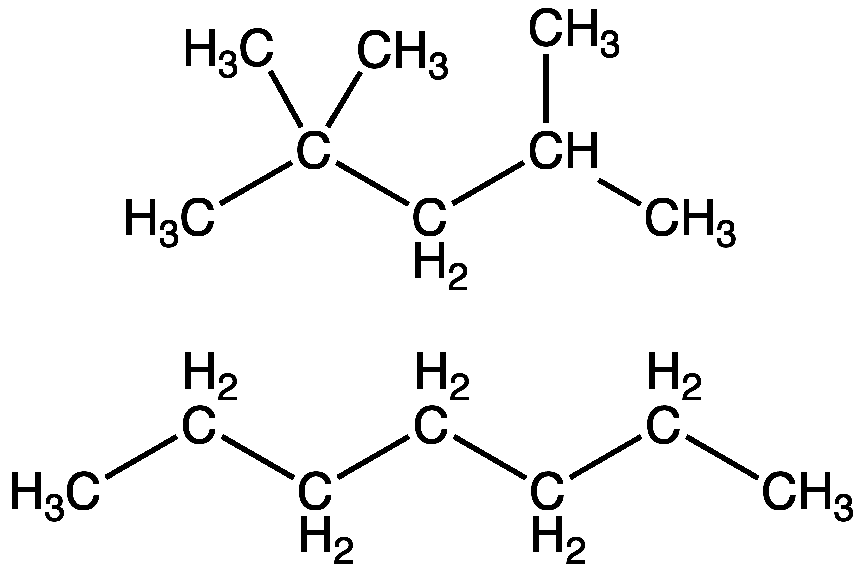
2,2,4-Trimethylpentane (iso-octan) (phía trên) có chỉ số octan là 100 trong khi n-heptane có chỉ số octan là 0.

Octan là một họ hydrocarbon là thành phần tiêu biểu của xăng. Chúng là những chất lỏng không màu, đun sôi khoảng 125 °C (260 °F). Một thành viên của họ octan, isooctan, được sử dụng làm tiêu chuẩn tham khảo để chuẩn hóa xu hướng của nhiên liệu xăng hoặc LPG để chống lại việc tự bốc cháy.
Chỉ số octan của xăng được đo trong động cơ thử nghiệm và được xác định bằng cách so sánh với hỗn hợp 2,2,4-trimethylpentane (iso-octan) và heptane có khả năng chống va đập tương tự như nhiên liệu được thử nghiệm: phần trăm, tính theo thể tích, của 2,2,4-trimethylpentane trong hỗn hợp đó là số octan của nhiên liệu. Ví dụ, xăng có cùng đặc tính gõ như hỗn hợp 90% iso-octan và 10% heptane sẽ có chỉ số octan là 90. Xếp hạng 90 không có nghĩa là xăng chỉ chứa iso-octan và heptane ở những tỷ lệ này nhưng nó có đặc tính kháng kích nổ tương tự (nói chung, xăng được bán cho sử dụng chung không bao giờ chỉ bao gồm iso-octan và heptane; nó là hỗn hợp của nhiều hydrocarbon và thường là các chất phụ gia khác). Bởi vì một số nhiên liệu có khả năng chống gõ mạnh hơn iso-octan tinh khiết, định nghĩa đã được mở rộng để cho phép số octan lớn hơn 100.
Chỉ số Octane không phải là chỉ số về hàm lượng năng lượng của nhiên liệu. (Xem Hiệu ứng bên dưới và Nhiệt của quá trình đốt cháy). Chúng chỉ là thước đo cho xu hướng đốt cháy nhiên liệu một cách có kiểm soát, thay vì bùng nổ một cách không kiểm soát. Khi số octan tăng lên bằng cách pha trộn ethanol, hàm lượng năng lượng trên mỗi thể tích sẽ giảm. BTU Ethanol có thể được so sánh với BTU xăng trong nhiệt của bảng đốt cháy.
Nhiên liệu có thể có chỉ số octan nghiên cứu (RON) hơn 100, vì iso-octan không phải là chất chống va đập mạnh nhất hiện có. Nhiên liệu đua, avgas, LPG và nhiên liệu cồn như methanol có thể có chỉ số octan là 110 hoặc cao hơn đáng kể. Các chất phụ gia xăng "tăng cường octan" điển hình bao gồm MTBE, ETBE, isooctan và toluene. Chì dưới dạng tetraethyllead đã từng là một chất phụ gia phổ biến, nhưng việc sử dụng nó làm nhiên liệu cho phương tiện giao thông đường bộ đã dần bị loại bỏ trên toàn thế giới, bắt đầu từ những năm 1970.

## Phương pháp đo lường

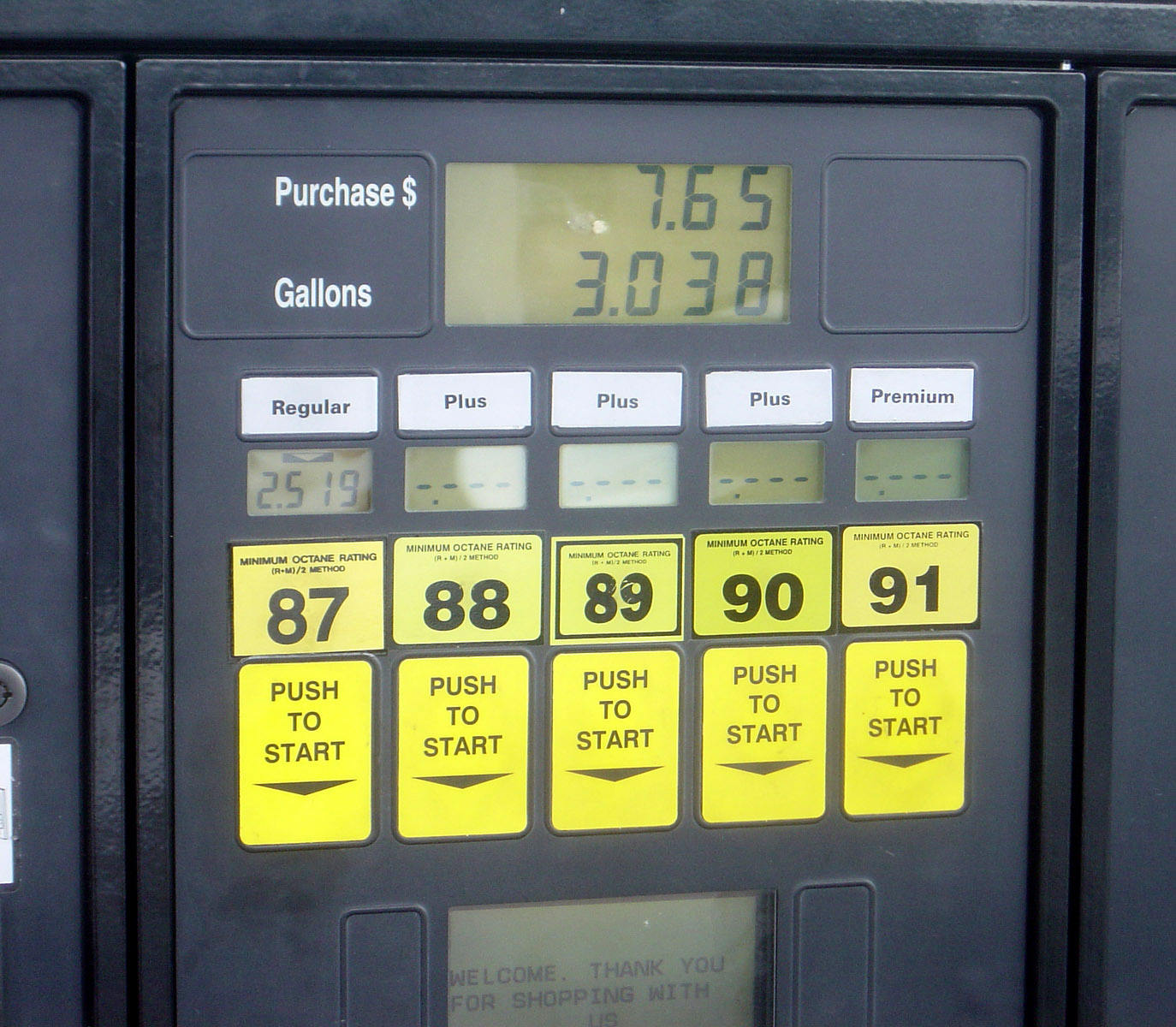
Một máy bơm ở trạm xăng của Hoa Kỳ cung cấp năm mức xếp hạng (R + M) / 2 octan khác nhau

### Research Octane Number (RON)
Loại chỉ số octan phổ biến nhất trên toàn thế giới là Số octane nghiên cứu (Research Octane Number - RON). RON được xác định bằng cách chạy nhiên liệu trong động cơ thử nghiệm với tỷ số nén thay đổi trong điều kiện được kiểm soát và so sánh kết quả với kết quả của hỗn hợp iso-octan và n-heptane.

### Motor Octane Number (MON)
Một loại đánh giá octan khác, được gọi là Motor Octane Number (MON), được xác định ở tốc độ động cơ 900 vòng/phút thay vì 600 vòng/phút cho RON. Thử nghiệm MON sử dụng một động cơ thử nghiệm tương tự như thử nghiệm được sử dụng trong thử nghiệm RON, nhưng với hỗn hợp nhiên liệu được làm nóng trước, tốc độ động cơ cao hơn và thời gian đánh lửa thay đổi để làm tăng thêm khả năng chống va đập của nhiên liệu. Tùy thuộc vào thành phần của nhiên liệu, MON của xăng bơm hiện đại sẽ thấp hơn khoảng 8 đến 12 octan so với RON, nhưng không có liên kết trực tiếp giữa RON và MON. Thông số kỹ thuật xăng của trạm bơm thường yêu cầu cả RON tối thiểu và MON tối thiểu.

### Anti-Knock Index (AKI) hoặc (R + M)/2
Ở hầu hết các quốc gia ở châu Âu (cũng như ở Úc, Pakistan và New Zealand), chỉ số octan được "liệt kê" trên màn hình máy bơm xăng là RON, nhưng ở Canada, Hoa Kỳ, Brazil và một số quốc gia khác, số tiêu đề là số trung bình của hai chỉ số RON và MON, được gọi là Chỉ số chống gõ (AKI) và thường được viết trên máy bơm là (R + M)/2. Đôi khi nó cũng có thể được gọi là Số octane được đăng (Posted Octane Number - PON).

### Sự khác biệt giữa RON, MON và AKI
Do chênh lệch số 8 đến 12 octan giữa RON và MON được ghi nhận ở trên, AKI được hiển thị ở Canada và Hoa Kỳ thấp hơn 4 đến 6 octan so với các nơi khác trên thế giới cho cùng một loại nhiên liệu. Sự khác biệt này giữa RON và MON được gọi là Độ nhạy của nhiên liệu, và thường không được công bố cho những quốc gia sử dụng hệ thống ghi nhãn Anti-Knock Index.
Xem bảng trong phần sau để so sánh.

### Observed Road Octane Number (RdON)
Một loại đánh giá chỉ số octan khác, được gọi là Số dòng Octane quan sát (RdON), có nguồn gốc từ thử nghiệm xăng trong động cơ đa xi lanh trong thế giới thực, thông thường ở các mô hình mở rộng. Nó được phát triển vào những năm 1920 và vẫn còn đáng tin cậy cho đến ngày nay. Thử nghiệm ban đầu được thực hiện trên những chiếc xe hơi trên đường nhưng khi công nghệ phát triển, thử nghiệm đã được chuyển sang động lực kế khung gầm với các điều khiển môi trường để cải thiện tính nhất quán.

### Octane Index
Việc đánh giá số octan bằng hai phương pháp phòng thí nghiệm đòi hỏi phải có động cơ tiêu chuẩn và quy trình thử nghiệm có thể vừa tốn kém vừa mất thời gian. Động cơ tiêu chuẩn cần thiết cho thử nghiệm có thể không phải lúc nào cũng có sẵn, đặc biệt là ở những nơi xa xôi hoặc trong các phòng thí nghiệm nhỏ hoặc di động. Những điều này và những cân nhắc khác đã dẫn đến việc tìm kiếm một phương pháp nhanh chóng để đánh giá chất lượng chống kích nổ của xăng. Các phương pháp này bao gồm FTIR, máy phân tích trực tuyến hồng ngoại và các phương pháp khác. Việc đưa ra một phương trình có thể được sử dụng để tính toán chất lượng octan cũng sẽ phục vụ cho cùng một mục đích với các lợi thế bổ sung. Thuật ngữ Octane Index thường được sử dụng để chỉ chất lượng octan được tính toán trái ngược với nghiên cứu (đo lường) hoặc số octan của động cơ. Chỉ số octan có thể là dịch vụ tuyệt vời trong pha trộn xăng. Xăng động cơ, như được bán trên thị trường, thường là hỗn hợp của một số loại nhà máy lọc dầu có nguồn gốc từ các quy trình khác nhau như xăng chạy thẳng, xăng định dạng lại, xăng cracked, v.v... Các loại khác nhau này được coi là một nhóm khi pha trộn để đáp ứng các thông số kỹ thuật của sản phẩm cuối cùng. Hầu hết các nhà tinh chế sản xuất và đưa ra thị trường nhiều hơn một loại xăng xe máy, chủ yếu khác nhau ở chất lượng chống kích nổ. Khả năng dự đoán chất lượng octan của các hỗn hợp trước khi trộn là rất cần thiết, một điều mà chỉ số octan được tính toán đặc biệt phù hợp.